# Mer des Laptev
La mer des Laptev, ou mer de Laptev (en russe : мо́ре Ла́птевых, more Laptevykh), est une mer bordière de l'océan Arctique, au nord de la Russie.

## Origine du nom
Elle porte le nom des explorateurs russes Dmitri Laptev et Khariton Laptev, deux cousins qui explorèrent et cartographièrent ses côtes au XVIIIe siècle. À l'origine, elle s'appelait mer de Nordenskiöld (мо́ре Норденшельда, more Nordenchelda), du nom de l'explorateur finlandais de l'Arctique Adolf Erik Nordenskiöld.

## Description
La mer des Laptev est délimitée à l'ouest par les côtes est de la péninsule sibérienne de Taïmyr, au nord-ouest par les rivages orientaux des trois îles majeures de la terre du Nord, qui la séparent de la mer de Kara ; au sud par la côte de la Sibérie centrale et à l'est par les îles de Nouvelle-Sibérie (dont l'île Kotelny) qui la séparent de la mer de Sibérie orientale. Sa limite septentrionale est une ligne partant du cap Arctique sur l'île Komsomolets à l'ouest (79° N, 139° E) pour se terminer au cap Anissi à l'est. La surface de cette mer est approximativement de 672 000 km2.
Elle est navigable d'août à septembre. Sa profondeur moyenne est de 50 mètres pour une profondeur maximale de 3 385 mètres.
Cette mer reçoit les eaux de la Léna, grand fleuve de Sibérie orientale qui forme à son embouchure un delta comprenant l'île Bolchoï. Un peu plus à l'ouest, au bord de la péninsule de Taïmyr, on trouve le long estuaire du fleuve Khatanga. Ces deux formes d'estuaire sont symptomatiques des variations de courants provoquées par les fleuves sibériens dans la mer des Laptev. Ceux-ci déterminent également en grande partie le climat local. À environ 80 km à l'ouest de la Léna, le fleuve Oleniok se déverse également dans la mer des Laptev.
Souvent balayée par de forts coups de vent, des blizzards et des tempêtes de neige, la mer des Laptev est soumise à un climat rude en hiver, et il n'est pas rare que le brouillard et des bourrasques de neige surviennent aussi en été. Elle est prise dans les glaces pendant la majeure partie de l'année, mais les brise-glaces permettent de dégager le principal port de cette mer, Tiksi dans la baie du même nom, près de l'embouchure de la Léna. Parmi la faune locale, on trouve le morse (Odobenus rosmarus), le phoque barbu (Erignathus barbatus) et le phoque commun (Phoca vitulina).
Une équipe scientifique a relevé en 2020 des concentrations de méthane extrêmement élevées en mer de Laptev, ce qui pourrait être le signe de l’amorce du dégel des dépôts de ce puissant gaz à effet de serre. D’autres scientifiques restent cependant prudents sur cette hypothèse.

## Limites géographiques officielles
L'Organisation hydrographique internationale définit les limites de la mer des Laptev de la façon suivante : 
- à l'ouest : depuis le cap Arctique (81° 16′ 16″ N, 95° 47′ 05″ E) (anciennement cap Molotov), sur l'île Komsomolets, jusqu'à son cap sud-est ; de là au cap Vorochilov (80° 10′ 00″ N, 97° 40′ 00″ E) (mys Voroshilova), puis à travers l'île de la Révolution-d'Octobre jusqu'au cap Anoutchine (mys |Anoutchina) (79° 39′ 45″ N, 100° 21′ 24″ E) ; de là au cap Pestchany (anciennement cap Unszlicht) sur l'île Bolchevique, à travers l'île Bolchevique jusqu'au cap Ievguenov  ; de là au cap Prontchichtchev (77° 32′ 53″ N, 105° 53′ 30″ E) sur la terre ferme.

- au nord : la ligne joignant le cap Arctique à l'extrémité septentrionale de l'île Kotelny (76° 12′ 09″ N, 139° 08′ 12″ E) ;

- à l'est :  de l’extrémité nord de l'île Kotelny (mys Anisiy) (76° 12′ 09″ N, 139° 08′ 12″ E), à travers l'île jusqu'au cap Medveji (74° 37′ 46″ N, 139° 07′ 22″ E) ; puis à travers l'île Petite Liakhov , puis jusqu'au cap Vaguine sur l'île Grande Liakhov ; de là jusqu'au cap Sviatoï Nos (72° 54′ 02″ N, 140° 45′ 16″ E) sur la terre ferme.

## Galerie

Vues de la mer des Laptev
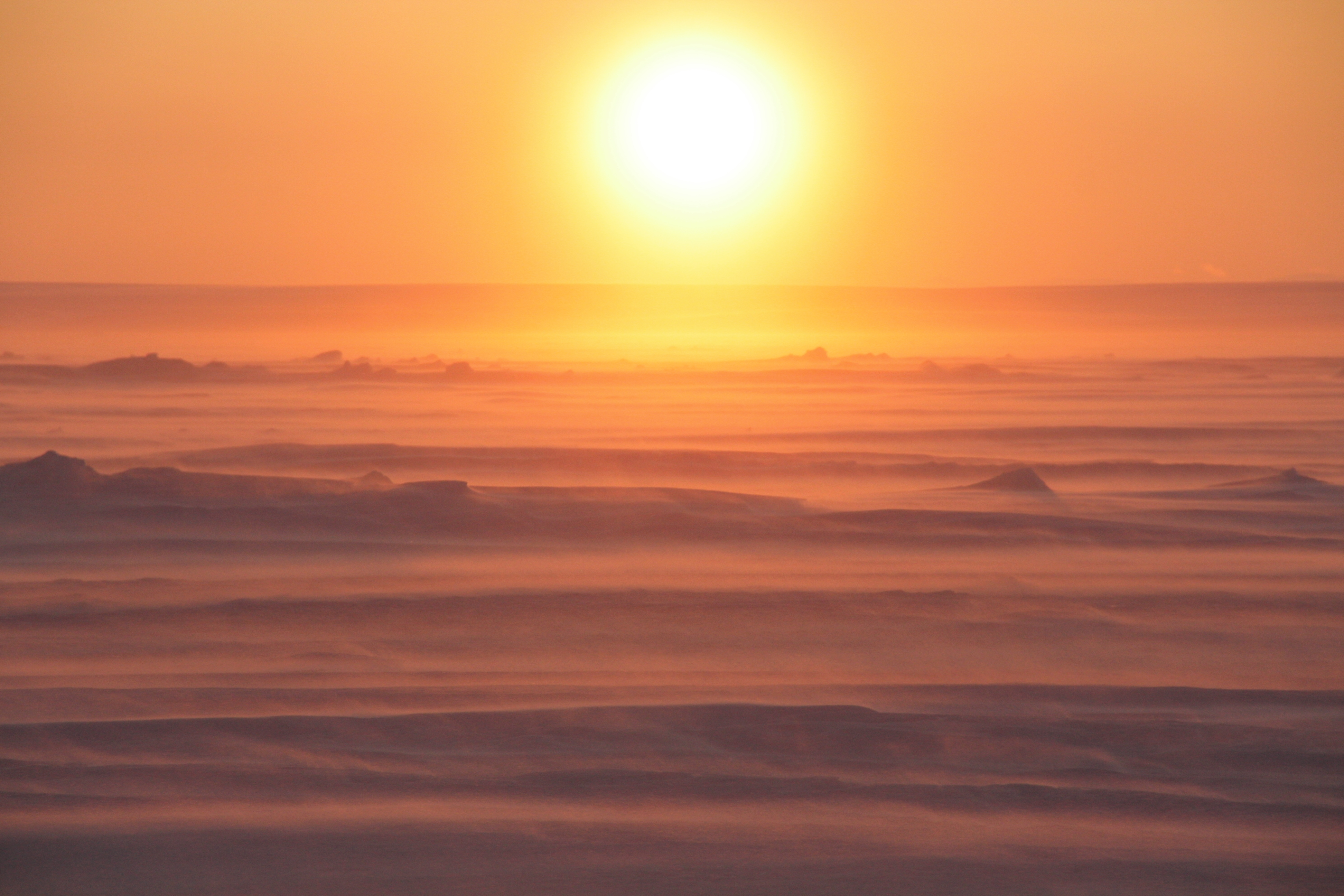
Coucher de soleil.
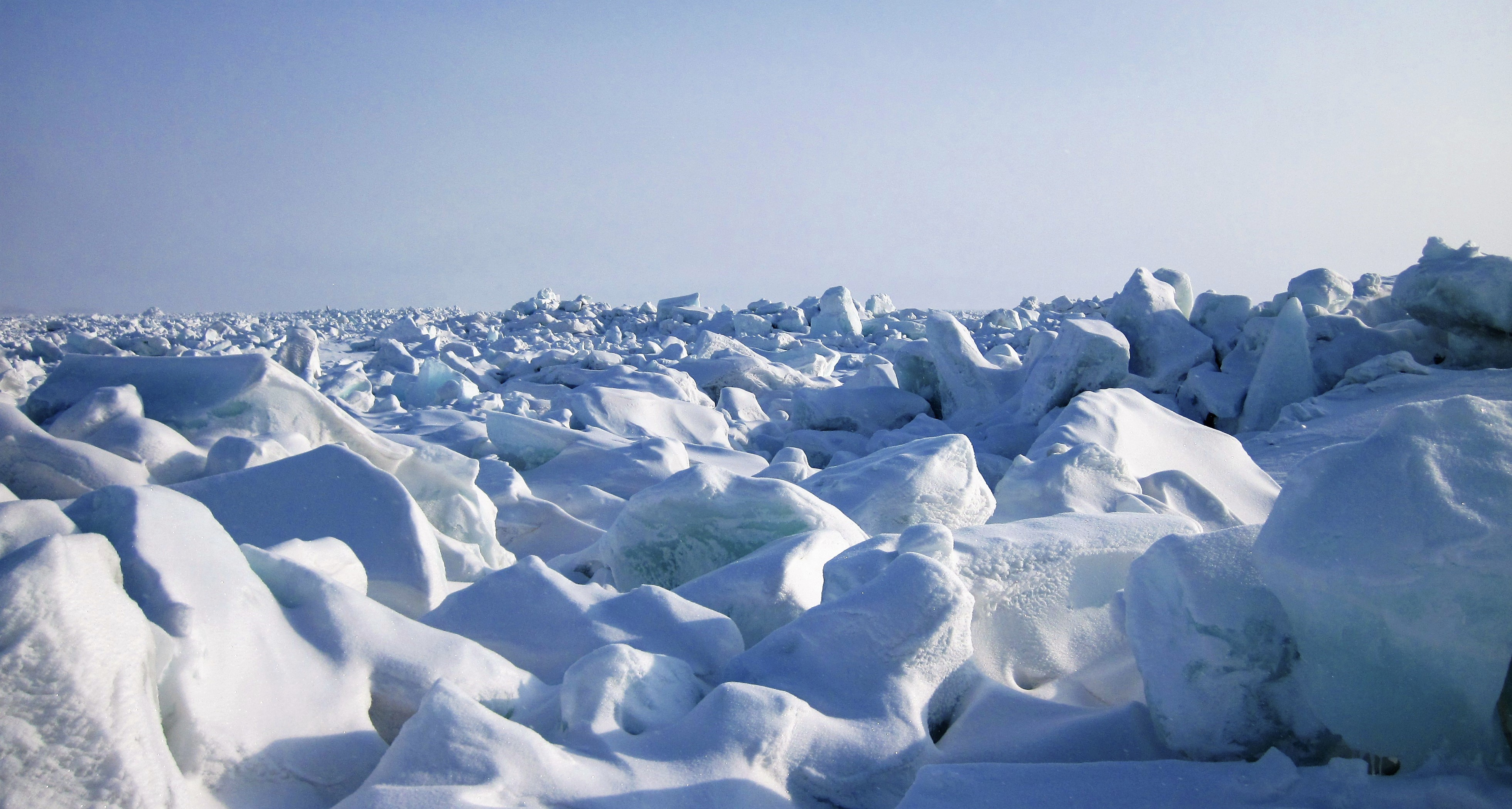
Blocs de glace sur la banquise.
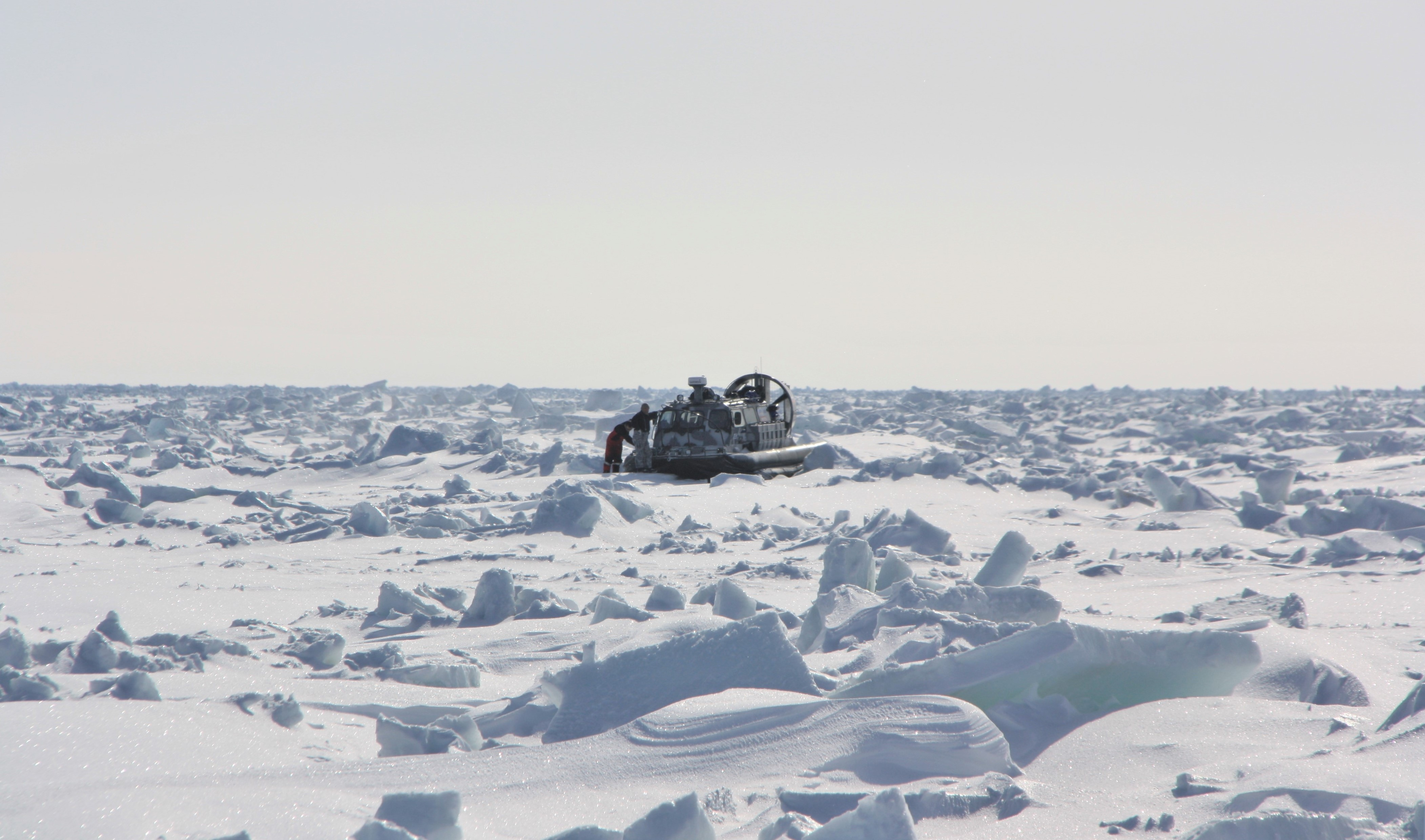
Circulation d'un aéroglisseur Hovercraft Hivus-10 sur la banquise.